# La Quemada (Jalisco)
La localidad de La Quemada está situado en el Municipio de Magdalena (en el Estado de Jalisco). Tiene 1011 habitantes. La Quemada está a 1400 metros de altitud.
Tuvo su origen en la exhacienda La Quemada fundada en el siglo XIX.
El general Álvaro Obregón, siendo Presidente de la República, hizo una visita a la entonces hacienda de la Quemada en 1923 para inaugurar el entronque de la vía del ferrocarril sudpacífico, que venía de Nogales, con la de Guadalajara-La Quemada.